# Elena Amelia Racea
Elena Amelia Racea, née le 29 octobre 1994 à Târgu Jiu, est une gymnaste artistique roumaine.

## Palmarès

### Championnats d'Europe
- Birmingham 2010
  -  médaille d'or à la poutre
  -  médaille de bronze au concours par équipes
- Berlin 2011
  -  médaille de bronze au concours général individuel